# ديفيد غوتيريز بالاسيوس
ديفيد غوتيريز بالاسيوس (بالإسبانية: David Gutiérrez Palacios)‏ هو دراج إسباني، ولد في 28 يوليو 1987 في سانتاندير في إسبانيا.

## وصلات خارجية
- ديفيد غوتيريز بالاسيوس على موقع أرشيف الدراجات (الإنجليزية)
- ديفيد غوتيريز بالاسيوس على موقع إحصائيات الدراجات الإحترافية (الإنجليزية)
- ديفيد غوتيريز بالاسيوس على موقع نسبة الدراجات (الإنجليزية)